# جون شيريدان (لاعب هوكي الجليد)
جون شيريدان (بالإنجليزية: John Sheridan)‏ هو لاعب هوكي الجليد أمريكي، ولد في 18 سبتمبر 1954 في منيابولس في الولايات المتحدة.

## وصلات خارجية
- جون شيريدان على موقع EliteProspects.com (الإنجليزية)
- جون شيريدان على موقع HockeyDB.com (الإنجليزية)